# ارزیابی در کتابخانه
ارزیابی در کتابخانه (به انگلیسی: Library assessment) فرایندی است که توسط کتابخانه‌ها انجام می‌شود تا کتابخانه‌ها نیازهای کاربران (و غیر کاربران) را شناسایی کرده و ارزیابی کنند که چگونه می‌توانند بهتر به نیازهای ایشان پاسخ گویند تا بتوانند با توجه به آن امکانات، خدمات و منابع کتابخانه‌ای را بهبود بخشند. در بسیاری از کتابخانه‌ها، فرایند موفق ارزیابی کتابخانه به وجود «فرهنگ ارزیابی» در کتابخانه بستگی دارد که هدف آن این است تا تمامی کارکنان کتابخانه در فرایند ارزیابی قرار گرفته و خدمات مشتری را بهبود بخشند.

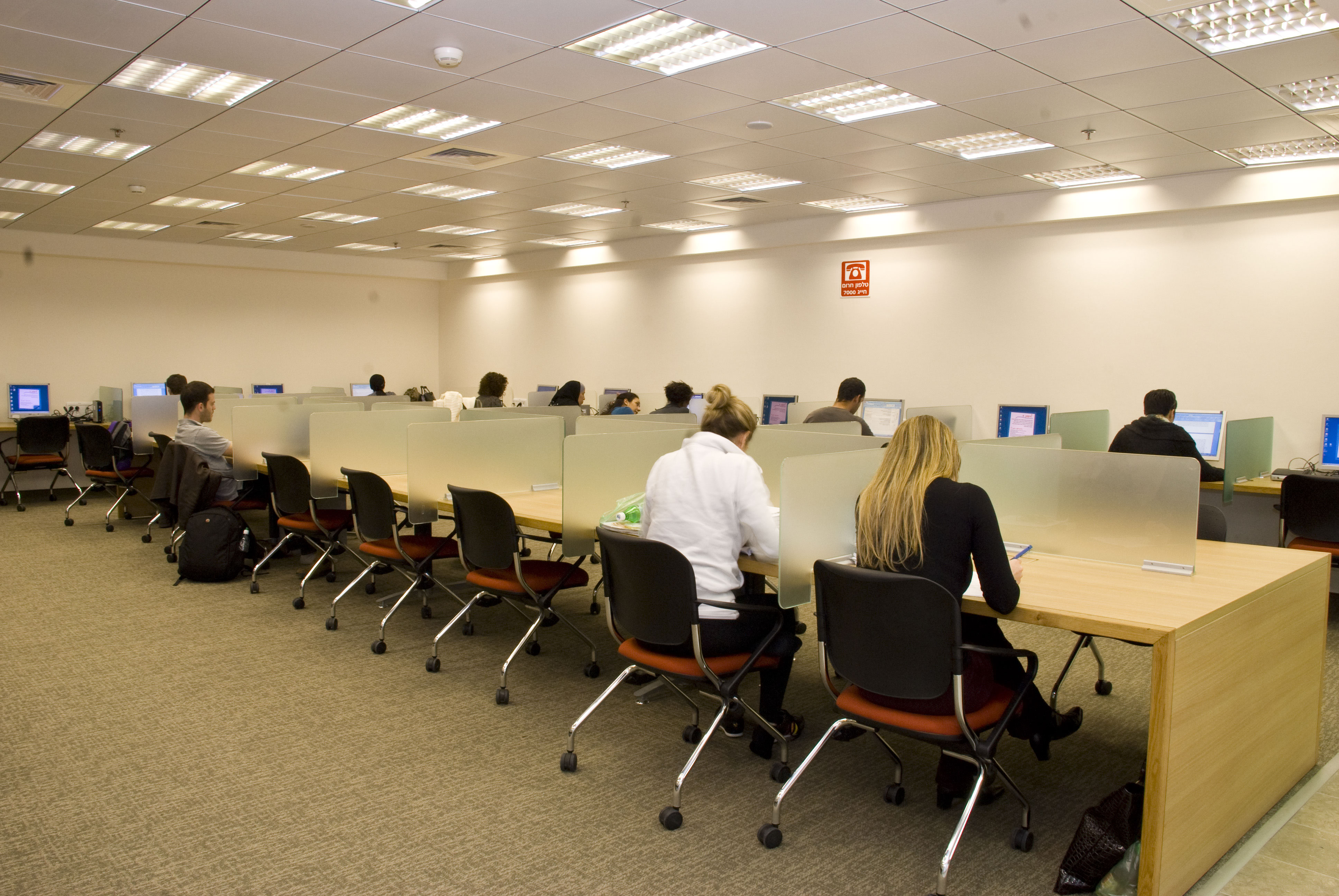
اتاق مطالعه، دانشگاه حیفا، کتابخانه یونس و ثریا نظریان.

اگرچه بیشتر کتابخانه‌های دانشگاهی داده‌هایی در اندازه و استفاده از مجموعه‌های خود را برای چندین دهه آماده کرده‌اند، اما تنها از اواخر دهه ۱۹۹۰ است که بسیاری از آنها با بررسی کاربران و همچنین مجموعه‌های خود، فرایند نظام مند ارزیابی را آغاز نموده‌اند. امروزه، بسیاری از کتابخانه‌های دانشگاهی پست مدیریت ارزیابی را در کتابخانه‌های خود به منظور هماهنگی و نظارت فعالیت‌های ارزیابی خود ایجاد کرده‌اند. علاوه بر این، بسیاری از کتابخانه‌ها در وب سایت‌های خود گزارش‌هایی از پیشرفت‌های خود را با توجه به ارزیابی‌ها و بررسی‌هایی که انجام داده‌اند منتشر کرده‌اند.
چندین کتابخانه نیز پروژه‌های توسعه‌ای و نوسازی را با توجه به فعالیت‌های ارزیابی در کتابخانه‌های خود انجام داده‌اند. نظیر افزایش ابزارهای بازیابی منابع، بهبود قابلیت استفاده از وب سایت و توقف خدمات اضافی.